# Harry Partch
Ne doit pas être confondu avec Harry Patch.
Harry Partch, né le 24 juin 1901 à Oakland et mort le 3 septembre 1974 à San Diego, est un compositeur et facteur d'instruments de musique américain.
Cet autodidacte « éclectique et visionnaire » fut parmi les premiers compositeurs du XXe siècle à faire un travail intensif et systématique avec des gammes musicales microtonales. Une grande partie de sa musique est destinée à des instruments préparés qu'il fabriquait lui-même, accordés selon une échelle musicale à 43 degrés.
Son œuvre influença l'apparition de la musique minimaliste ainsi que d'importantes figures de la musique populaire comme Tom Waits, The Residents ou Dr. John.

## Biographie
Partch est né le 24 juin 1901 à Oakland (Californie). Ses parents étaient des missionnaires presbytériens ; Harry est né peu après leur fuite de Chine à la suite de la révolte des Boxers. Il passa son enfance dans de petites villes de l'Arizona  du Nouveau-Mexique, où il entendit et chanta des chansons en mandarin, en espagnol et en langues amérindiennes.
L'essentiel de ses relations amoureuses furent avec d'autres hommes.
D'autre part, Partch était stérile, probablement par séquelle de la maladie des oreillons contractée dans l'enfance.
Enfant, il apprit à jouer de la clarinette, de l'harmonium, de la guitare, du violon alto et du piano. Il commença très tôt à composer en utilisant les douze tempéraments égaux de l'échelle chromatique, qui est la norme de la musique occidentale récente, mais brûla toutes ses œuvres vers 1930 après avoir été frustré par ce qu'il jugea être des imperfections de ce système particulier d'accordage et son incapacité à transcrire les contours mélodiques subtils du discours dramatique.
Intéressé par les potentialités musicales du discours oral, Partch estima qu'il était nécessaire de construire des instruments capables de reproduire l'intonation prosodique et de développer des systèmes de notation musicale qui indiqueraient aux musiciens quoi jouer de façon exacte et pratique. Son premier instrument était le « monophone », plus tard connu sous le nom de « violon adapté ».
Il obtint ensuite une bourse qui lui permit de se rendre à Londres pour y étudier l'histoire des systèmes d'accordage. Au cours de son séjour, il rencontra le poète William Butler Yeats avec l'idée d'obtenir sa permission pour écrire un opéra basée sur sa traduction d'Œdipe roi de Sophocle. Il s'accompagna au monophone en entonnant By the Rivers of Babylon, et transcrivit les inflexions exactes des acteurs du théâtre de l'Abbaye récitant des vers de l'Œdipe. Yeats était très enthousiaste et donna sa bénédiction aux idées de Partch.
Partch se mit en devoir de construire d'autres instruments avec lesquels réaliser son opéra. Cependant l'argent de sa bourse fut épuisé et il dut rentrer aux États-Unis au moment de la Grande Dépression. Il commença à mener une vie de hobo, voyageant en train et prenant du travail où il en trouvait. Il suivit ce chemin durant une dizaine d'années, au cours desquelles il publia des écrits à propos de ses expériences dans un journal nommé Bitter Music. Ces articles incluent souvent des extraits de conversations dans la langue de la vie quotidienne, notées sur des portées musicales retranscrivant les intonations utilisées par le locuteur. Cette technique, qui avait déjà été utilisée par les compositeurs d'opéras florentins et Monteverdi, Berlioz, Moussorgsky, Debussy, Schoenberg, Leoš Janáček entre autres, et serait plus tard utilisée par Steve Reich, finit par devenir l'approche standard de la voix dans l'œuvre de Partch.
En 1941, Partch écrivit Barstow, une œuvre qui tire son texte de huit graffitis qu'il avait vus sur une voie de chemin de fer à Barstow (Californie). Le morceau, à l'origine composé pour chant et guitare, a été transcrit plusieurs fois au cours de sa vie comme sa collection d'instruments grandissait.
En 1943, après avoir reçu une subvention de la Guggenheim Foundation, Partch put consacrer davantage de temps à la musique. Il revint à son projet sur Œdipe roi, bien que les héritiers de Yeats lui refusent alors le droit d'utiliser la traduction de ce dernier, raison pour laquelle il dut écrire sa propre version. Au cours d'un bref séjour à Ithaca (New York), il commença à travailler sur US Highball, œuvre musicale dans laquelle il évoque ses voyages en train à l'époque où il était sans domicile.
Il a occasionnellement enseigné dans diverses universités américaines, en Illinois, Californie et dans le Wisconsin.
En 1966, il fut récompensé par l'American Academy of Arts and Letters.
Il est mort le 3 septembre 1974 à San Diego en Californie d'une crise cardiaque.

## Apport musicologique

### Système d'accord

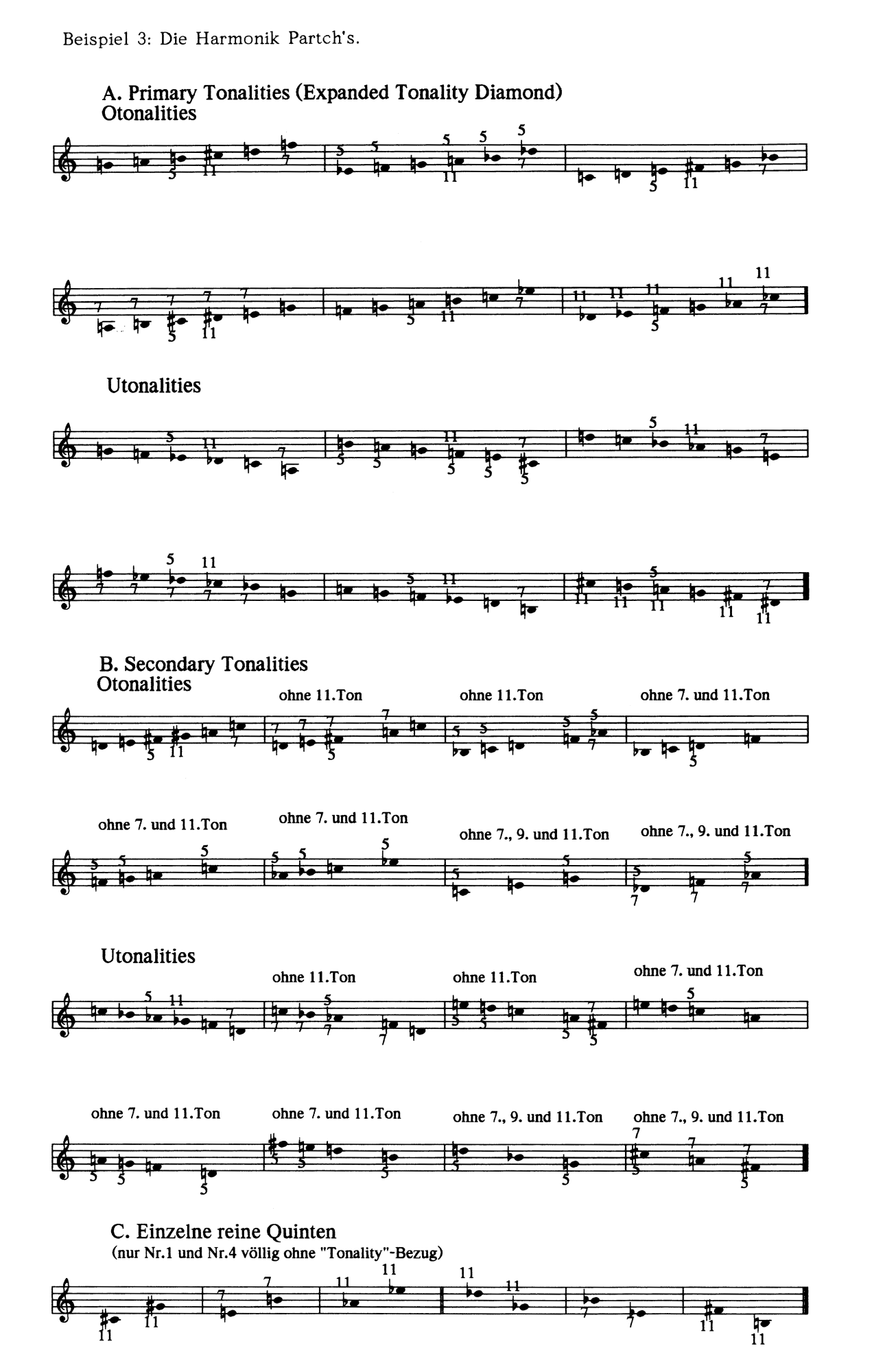
Transcription du système d'accord conçu par Harry Partch

Les premières œuvres conservées de Harry Partch sont conçues autour des possibilités de la voix parlée. Partch interprète à rebours une conception traditionnelle de la musique basée sur les cordes vibrantes : Au lieu de « poser » la voix sur les notes offertes par les instruments à cordes tels que le violon, il reconstruit un instrument capable de suivre les nuances plus subtiles de la voix humaine.
Son premier instrument original sera donc un « violon adapté » (ou « alto adapté ») : sur un corps d'alto, il monte un manche de violoncelle et, sur la longueur de corde obtenue, indique des positions acoustiquement plus précises que les degrés de la gamme chromatique tempérée. L'instrument est tenu entre les jambes de l'interprète, comme un violoncelle. Les 17 poèmes de Li Po sont composés en duo pour récitant et « violon adapté ». La notation musicale est remplacée par des rapports mathématiques (proches de ceux inclus dans la gamme pythagoricienne).

### Genesis of a Music
Depuis 1923, Partch avait travaillé sur un livre, finalement publié sous le titre de Genesis of a Music en 1949. Il s'agit d'un récit sur sa propre musique, avec des discussions portant sur la théorie musicale et la conception d'instruments, ainsi que sur ses multiples influences issues des musiques du monde. Il polémique également contre l'usage de tempéraments égaux et ce qu'il jugeait être une longue stagnation de l'enseignement de la musique, puis expose sa théorie musicale basée sur une gamme naturelle particulière, l'ensemble des instruments qu'il a construits et plusieurs de ses principales compositions. Il exerça une influence notable sur les générations suivantes de compositeurs s'intéressant à la musique microtonale. Une seconde édition révisée et étendue est sortie en 1974, peu après sa mort.

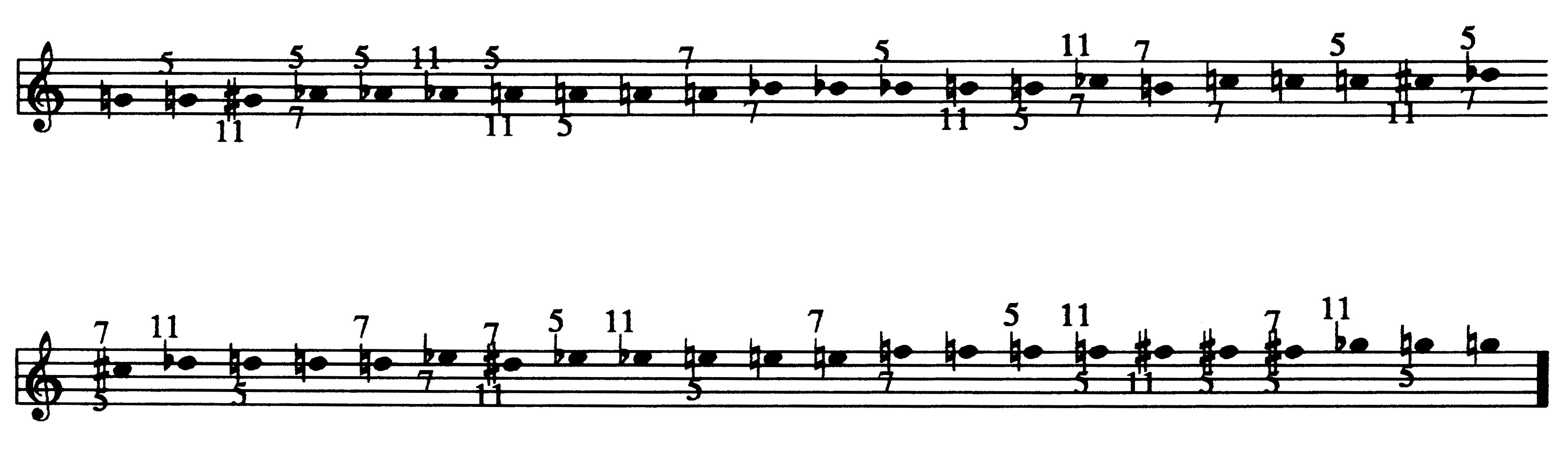
Exemple de système harmonique créé par Harry Partch

Partch est connu pour avoir créé une échelle musicale constituée de 43 degrés, bien qu'il ait utilisé de nombreuses échelles différentes dans son œuvre, le nombre de divisions étant théoriquement infini.

### Instruments originaux
Comme Partch le dit lui-même à son biographe Philip Blackburn :

« Dans l'attitude et dans l'action, mon travail se révèle proche de celui de l'homme primitif concerné par la magie du son obtenu à partir des matériaux qu'il trouve à portée de main. Cet homme fabriquait un véhicule pour le son, qu'il concevait comme le plus magnifique possible, avant de se consacrer à sa pratique au cours de rituels qui faisaient sens dans sa vie. Sa trinité était aussi la mienne : magie du son, importance de l'élément visuel et de sa beauté, expérience rituelle. »

La volonté de Harry Partch d'utiliser différents systèmes d'accords l'amena à modifier des instruments existants et à en créer lui-même de nombreux autres. Il était, selon ses propres mots, « un musicien philosophe séduit par l'ébénisterie ».
Partch a dressé lui-même dans son livre, Genesis of a Music, l'inventaire complet de ses instruments :
- L'Alto adapté (1928)
- L'orgue de Ptolémée (1933, revu en 1935)
Un orgue pneumatique dont le clavier couvre des degrés plus précis que les degrés chromatiques.
- La cithare Kithara I (1938, revu jusqu'en 1959)
Basée sur le principe de la cithare grecque, mais reprise jusqu'à en faire un instrument monumental, avec une caisse de résonance, se tenant droit et posé sur le sol. Chaque cithare comprend 72 cordes, disposées en douze rangées de six cordes faisant face à l'interprète. Sur chaque rangée, six cordes se succèdent, donnant six harmoniques de la première corde. Partch précise la progression harmonique : 1-3-5-7-9-11. C'est l'instrument le plus « complet » du compositeur.
Les cithares grecques ne disposaient que de quelques cordes. Harry Partch aimait à rappeler que « la lyre d'Orphée n'avait que trois cordes. La plupart des cithares comptaient huit cordes. Les spartiates avaient banni un aède qui avait ajouté quatre cordes à sa cithare. Je tremble à l'idée du sort qu'ils m'auraient réservé ! »
- Le Chromelodeon I (1941), reprenant les principes du précédent Ptolémée.
- L'Harmonic Canon I (1945)
Une cithare de 44 cordes, posée à plat.
- Les guitares adaptées I & II (1945)
Sur le corps d'une guitare traditionnelle, ou amplifiée électroniquement, les positions liées à la technique d'intonation juste étant accessibles à l'interprète.
- Le Marimba diamant (1946)

Diagramme du marimba diamant

Les blocs de bois sont disposés en losange, de tailles et d'intonations précises, permettant de jouer des gammes justes et très rapides en glissant avec une baguette de bois le long des diagonales, de droite à gauche ou de gauche à droite. Le diagramme correspond aux différents tons accessibles.
- Le Chromelodeon II (1946)
- Le marimba basse (1949-1950)
Construit comme un marimba traditionnel, de taille très supérieure, correspondant au registre grave du piano, mais toujours avec des degrés impossibles à obtenir d'un instrument accordé selon la gamme tempérée.
- Les chambres de nuages (1950-1951)
Des cloches de verre suspendues à un cadre, disposées de manière volontairement inégale, avec un souci d'élégance, et accordées selon le système harmonique de Partch. L'instrument, naturellement fragile, a été reconstruit de nombreuses fois...
- Les pertes de guerre (1950)
Sur le même principe que les chambres de nuages, mais de manière plus déroutante, des cartouches d'obus suspendues sur un cadre, et accordées...
- Le Marimba Eroica (1951, revu jusqu'en 1963)
L'instrument, proprement immense, n'est constitué que de trois à quatre blocs, frappé avec des mailloches plus grandes que celles d'une grosse caisse, et qui atteint des sonorités inaccessibles même sur un grand piano de concert. Le nom fait référence, non sans humour, à une célèbre symphonie de Beethoven.

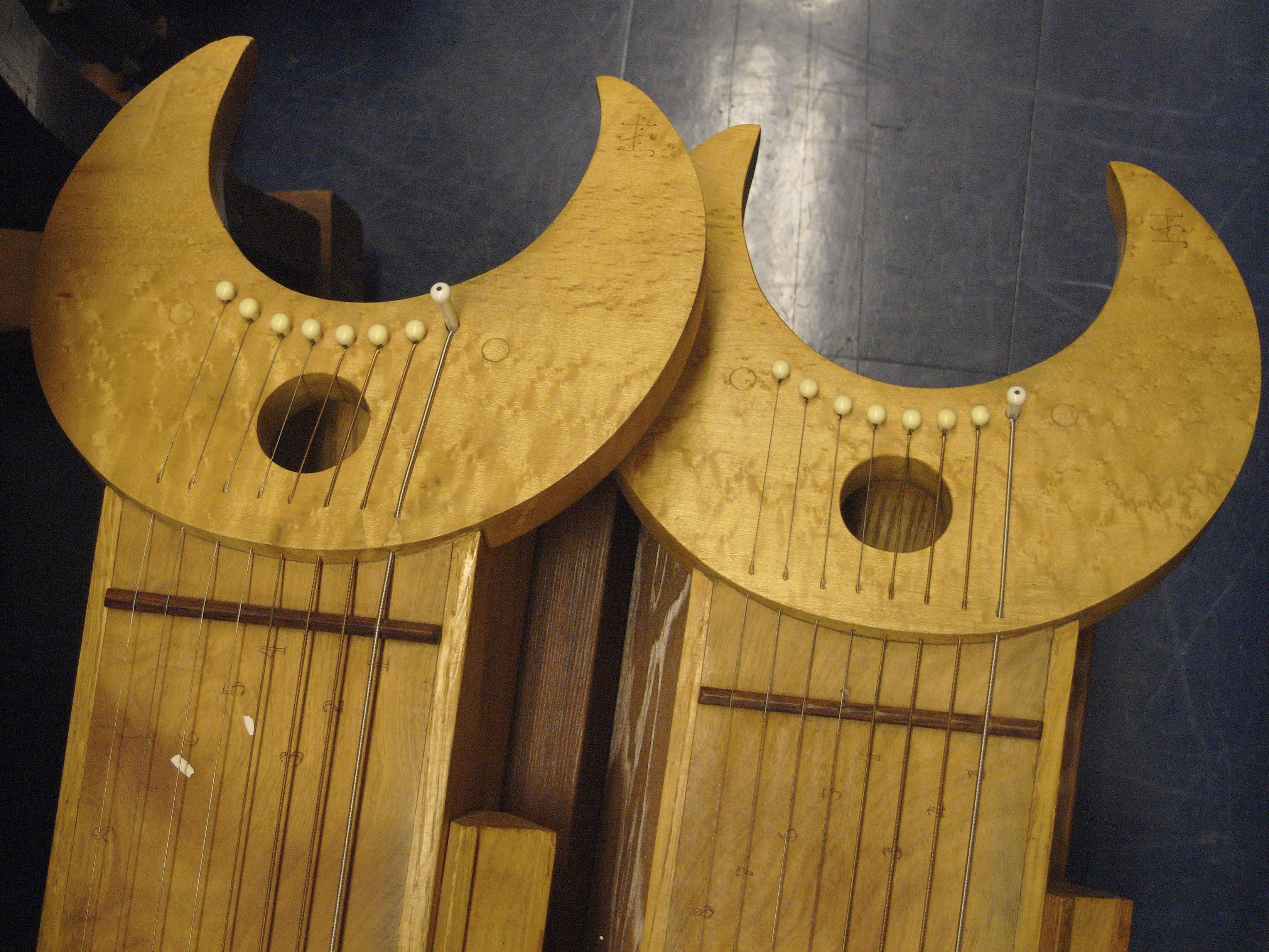
Dérivé de cithare conçu par Harry Partch

- La cithare Surrogate Kithara (1953)
Le nom, caractéristique encore une fois de l'humour de Partch, garde tout son mordant, traduit en français : cithare adoptée.
L'instrument présente deux jeux indépendants de cordes, sur deux cadres disposés l'un en avant de l'autre.
- L'Harmonic Canon II (1953)
Cet instrument, aussi baptisé Castor et Pollux (pour la pièce instrumentale portant ce titre), est construit sur le même principe que le premier canon harmonique, mais avec une caisse de résonance revue. Offrant deux "claviers" se prolongeant l'un dans l'autre, il se joue à deux.
- Le marimba de bambou, Boo I (1955)
Un instrument constitué de bambous accordés, disposés de manière complexe sur plusieurs niveaux, et distingués grâce à un code de couleur en plus des indications d'intonations juste (chiffrées).
- Le Bloboy (1958)
Un instrument à soufflets, dont on joue avec le pied en appuyant de manière précise sur un pédalier que Partch avait peint comme un masque africain. Sa sonorité, remarquable, évoque le sifflement lointain d'un train (particulièrement mis en évidence dans U.S. Highball...)
- Le Crychord (1959-1960)
Cet instrument se présente comme un tambour à cordes.
- Le Zymo-Xyl (1963)
Cet instrument est construit sur le principe du xylophone. Le nom est issu du grec (en abrégé) : bois et fermentation. Il est constitué de deux rangées de percussions : des bouteilles d'alcool en verre (Partch en indique jusqu'aux marques...), et des lames de bois.
- Le Marimba Mazda (1963)
Encore un instrument construit à partir de matériel de récupération. Les blocs de bois sont remplacés par des ampoules de différentes tailles, posées dans un cadre en bois.
- Le gourd tree (1964)
L'arbre de gourdes se présente en effet comme un arbre, dont le tronc d'eucalyptus est chargé de gourdes accordées et disposées habilement pour l'interprétation.
- L'Eucal Blossom (1964)
Un autre instrument construit sur un tronc d'eucalyptus (son nom signifie : floraison de l'eucalyptus). Trois rangées de tuyaux de bambous sont disposées en étages sur un cadre au sommet du tronc. Il se joue comme les deux boos.
- Le Quadrangularis reversum (1965)

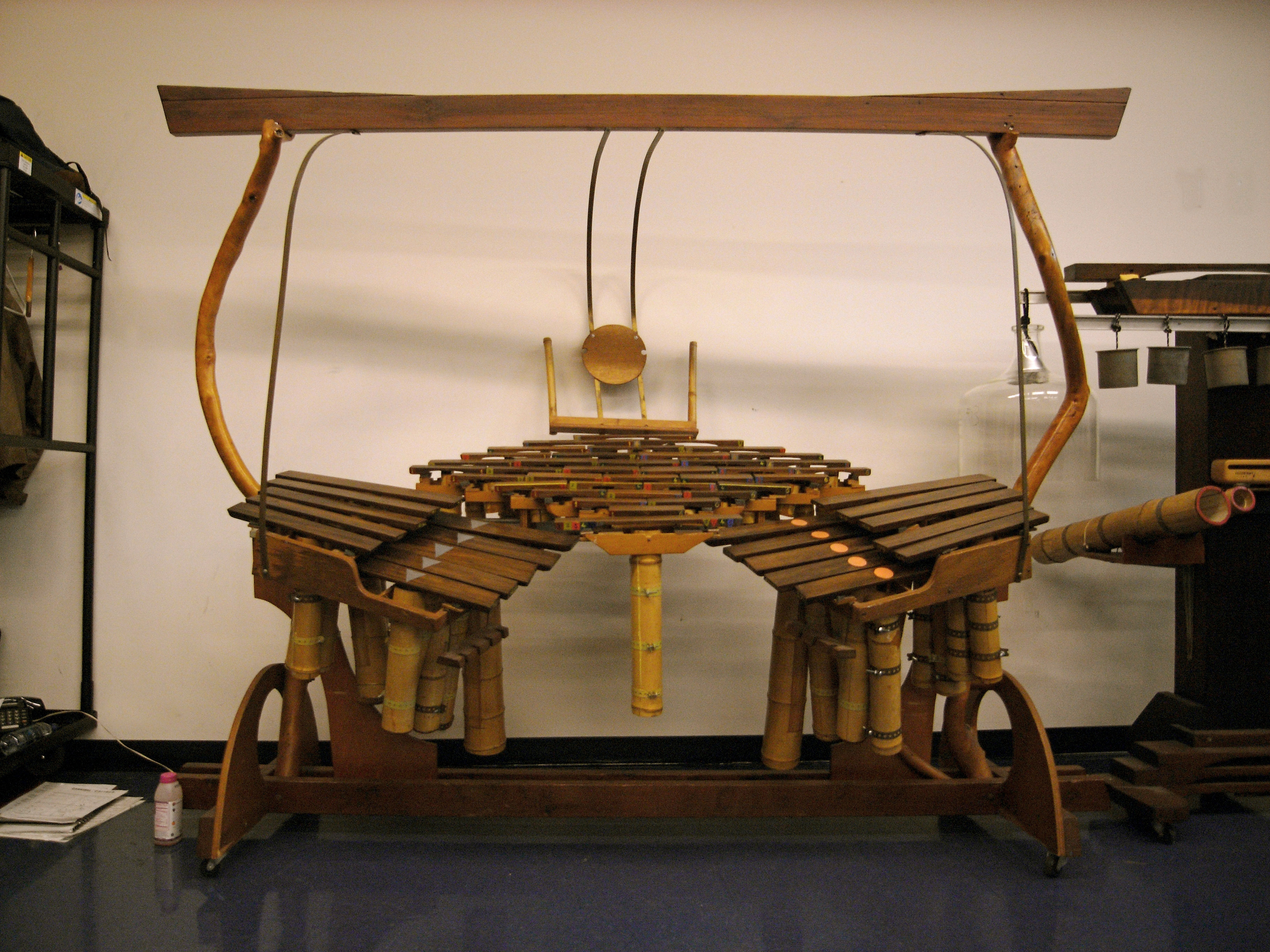
Quadrangularis Reversum

Instrument monumental, élégant comme une sculpture de Brancusi, devenu visuellement, avec les grandes cithares, la signature de Harry Partch. Le principe musical est une extension des possibilités du marimba diamant (en termes de tessiture, notamment).
- Les Cone Gongs (1965)
Deux gongs de formes coniques, dont la sonorité est plus proche des cloches. Ils font partie d'un ensemble avec le gourd tree.
- L'Harmonic Canon III (1965)
Aussi appelé arc-en-ciel bleu, il est construit sur le même principe que les précédents.
- Koto (1966)
Construit sur le principe du koto japonais, revu dans le système de Partch.
- Les Ektaras et instruments pour petites mains (1966-1967)
Divers instruments à percussions.
- Le Boo II (1971)

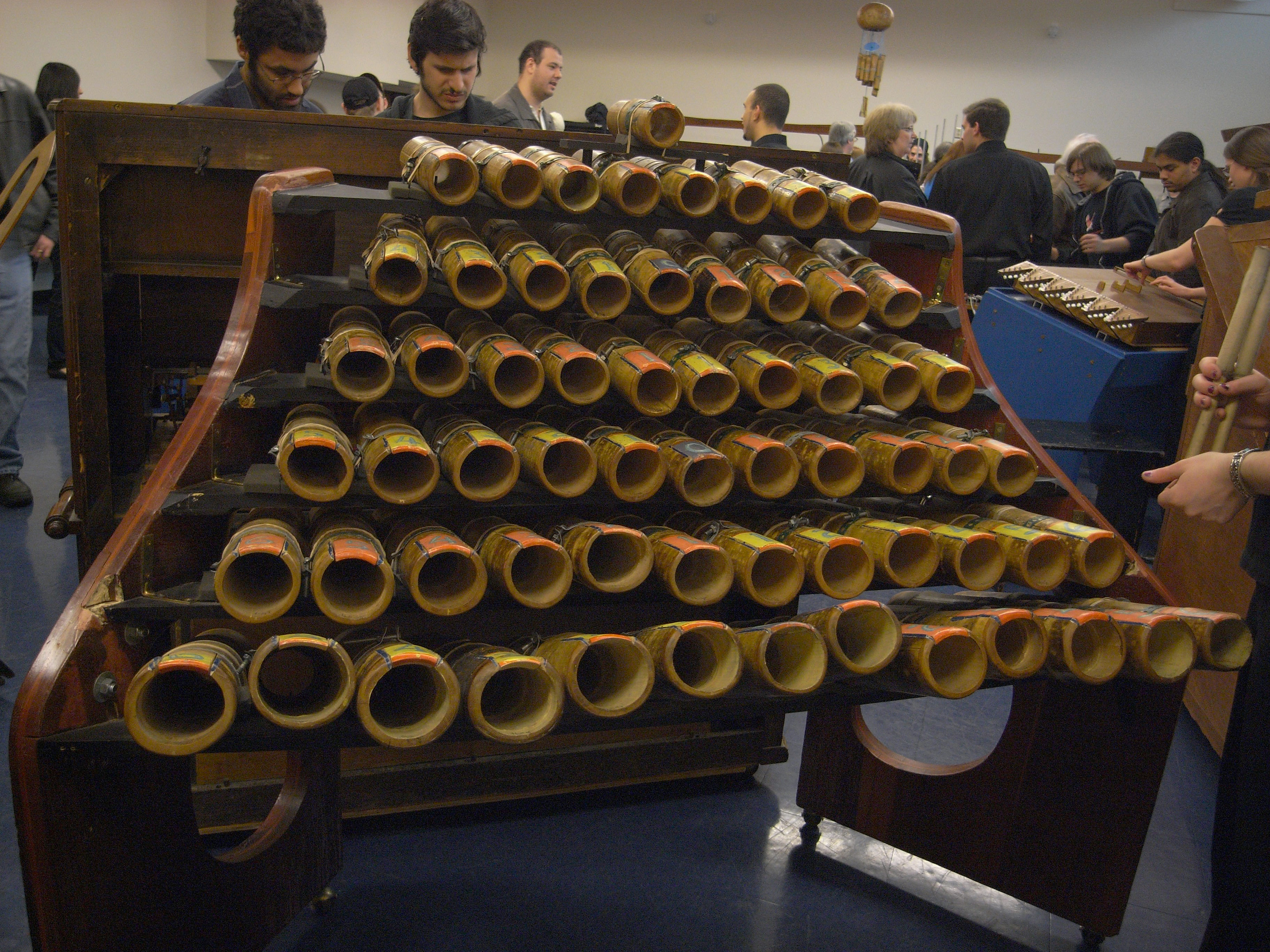
Boo II, instrument à base de marimbas en bambou

Les deux instruments sont conçus de manière identique, mettant en jeu 64 tubes de bambou.
- Le Mbira Bass Dyad (1972)
Cet instrument est composé de deux corps de bois creux avec des "langues" de bois au sommet(d'où le nom de dyade, le mot mbira signifiant langue dans un dialecte africain, selon les indications du compositeur). Frappées avec des maillets, ces langues ferment et font résonner les deux corps, très graves,,.
En 1990, le Newband de Dean Drummond est devenu le gardien de la collection originale d'instruments de Harry Partch ; le groupe joue régulièrement avec des instruments conçus par Partch et est chargé de leur entretien.
Depuis 1999, ces instruments sont entreposés à l'Institut Harry Partch (Harry Partch Institute) de l'Université de Montclaire, dans le New Jersey. Ils continuent d'être étudiés et reproduits par certains musiciens et théoriciens.

## Esthétique: l'Œuvre et ses influences

### Corporéalité

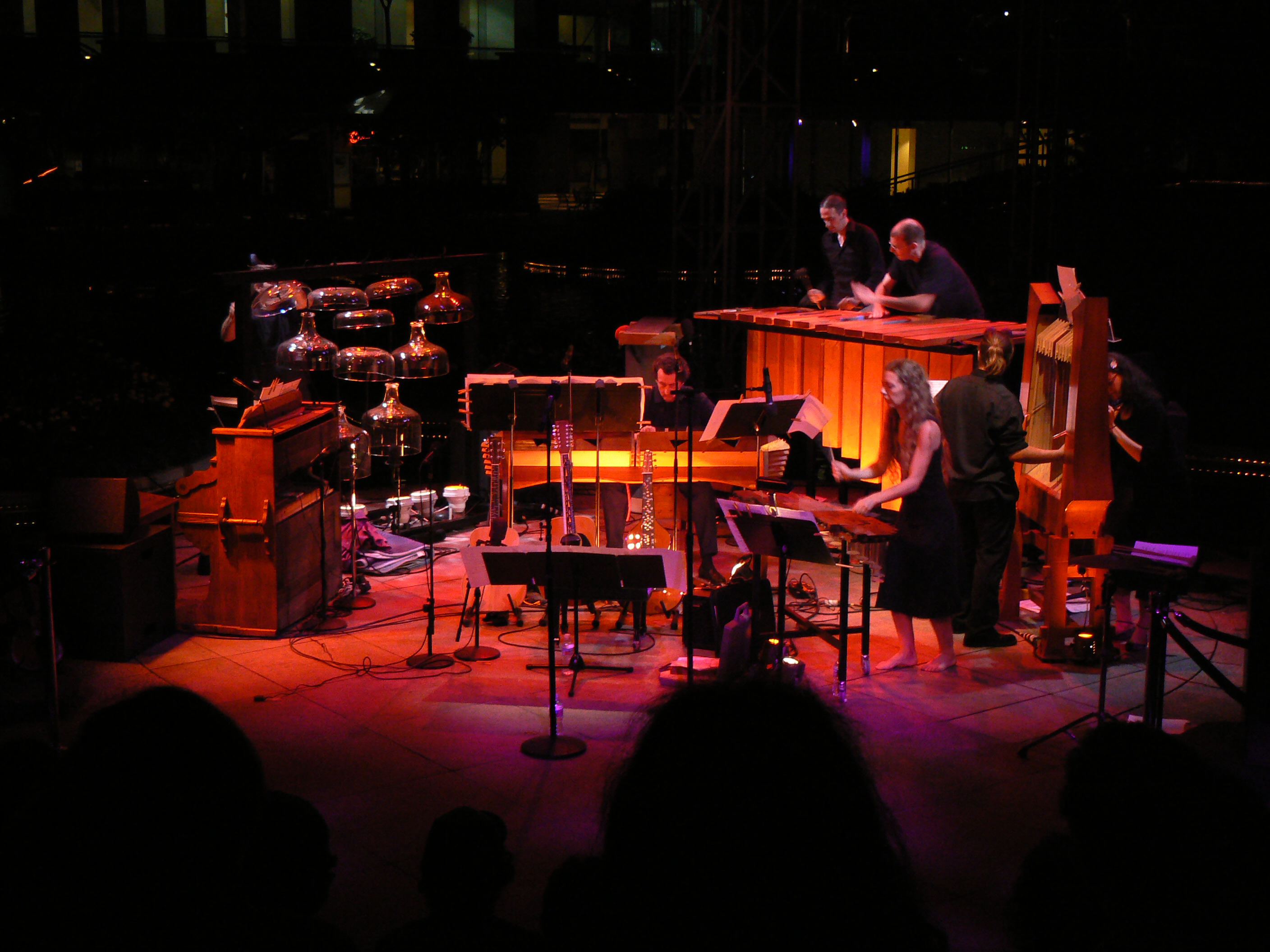
Formation reprenant des œuvres de Harry Partch (California Plaza, 2007)

Une grande partie de l'œuvre de Partch est centrée autour du concept de « corporéalité » qu'il a forgé : la fusion de l'interprète dans le discours dramatique et musical, centrée autour du corps. Pour le compositeur, il ne doit pas exister de distinction entre les interprètes, récitants ou chanteurs, et les musiciens qui les accompagnent. Souvent, la frontière « physique » (la notion de scène traditionnelle) est supprimée : les instruments constituent parfois le décor même de l'action, par leurs dimensions et leur disposition. Les « personnages » s'expriment parmi eux, pouvant évoluer d'un lieu instrumental vers un autre.
Cette conception du théâtre, anti-italienne ou anti-wagnérienne, et les compositions spectaculaires qui lui sont consacrées sont marquées par l'influence de mythologies antiques, notamment par le théâtre de la Grèce antique, où se retrouvent sa passion de l'oralité et des timbres de voix humaine,.
Partch écrivit la satire The Bewitched sur un argument discontinu, presque surréaliste, de sa propre composition. Delusion of the Fury combine, en deux parties s'opposant comme un drame suivi d'une comédie, une scène de théâtre nô japonais et une scène de conte traditionnel africain. Revelation in the Courthouse Park, basé en grande partie sur Les Bacchantes d'Euripide, mais alternant de scène en scène entre la donnée dramatique grecque et une transposition dans le Hollywood populaire de l'après-guerre, est considéré comme son chef-d'œuvre.
À partir de 1953, Partch dirigea sa propre maison de disques, Gate 5, basée à Sausalito (Californie), ainsi que le Gate 5 Ensemble, pour réaliser des enregistrements de ses travaux et avoir une source de revenus. Vers la fin de sa vie, Columbia Records diffusa des enregistrements de certaines de ses œuvres, dont Delusion of the Fury, ce qui amena le public à s'intéresser davantage à son œuvre.
Nombre de ses dernières compositions sont des œuvres théâtrales d'une grande sensualité et conçues à la manière de rituels.
Son œuvre reste peu diffusée, surtout hors des États-Unis. Harry Partch reste ainsi une figure plutôt méconnue, bénéficiant toutefois d'un prestige certain chez les musiciens expérimentaux (spécialement ceux s'intéressant à la microtonalité) et les fabricants d'instruments, et est largement reconnu comme un compositeur majeur du XXe siècle.

## Inventaire de ses œuvres
Œuvres en gamme tempérée (poèmes symphoniques, environ 50 chansons, etc.) des années 1910-1920 détruites par l'auteur en 1930.
| Année      | Œuvre | Première interprétation                 |
| ---------- | --- | --------------------------------------- |
| 1925-27 c. | Quatuor à cordes, pour 2 violons, alto et violoncelle. (perdu) | -                                       |
| 1929       | My Heart Keeps Beating Time, en tempérament égal (L. Yoell), pour chant et piano (rev. en 1935, dans «Bitter Music») | -                                       |
| 1930-33    | 17 poèmes de Li Po, pour récitant (en intonation juste) et alto adapté. | San Francisco, 9 février 1932           |
| 1931       | By the rivers Babylon (Psaume CXXXVII), pour chant et alto adapté (rev. fin 1955, pour chant, violoncelle, kithara II, chromélodeon) | San Francisco, 9 février 1932           |
| 1931       | Scène du poison (de Roméo et Juliette, de W. Shakespeare), pour voix et alto adapté (rev. en 1955 pour chant, 2 sopranos, violoncelle et instruments originaux) | San Francisco, 9 février 1932           |
| 1932       | The Lord is My Shepherd (Psaume XXIII), pour chant et alto adapté (rev. en 1943 pour chant, chromélodeon et kithara). | San Francisco, 9 février 1932           |
| 1941       | Barstow : Huit inscriptions d'auto-stoppeurs à la station de Barstow, Californie, pour récitant et guitare (rev. final en 1968 pour 2 récitants et instruments originaux) [intégré dans le cycle The Wayward I. Décembre 1942) | New York, 22 avril 1944                 |
| 1942-43    | 3 scènes [I. Come Away, Death (d'après La nuit des Rois de Shakespeare); II. Le Héron (d'après Ki no Tsurayuki, trad. A. Waley); III. La Rose (E. Young)], pour voix et guitare adaptée [nº 2–3 rev., pour chant et instruments originaux, dans Intrusions Dark Brother (T. Wolfe: God's Lonely Man), Baryton, alto adapté, chromelodeon, kithara, tambour indien (rev., addl bass mar, après 1951)                                                                         | Madison, WI, 3 mai 1945                 |
| 1942-43    | Scène de la folie (du Roi Lear, de Shakespeare), pour chant, chromelodeon et kithara (perdu) | -                                       |
|            | US Highball : Compte-rendu musical d'un voyage de vagabonds à travers le continent (Texte: Harry Partch), pour récitants, guitare I, kithara, chromélodeon. (rev. en 1955 pour 2 voix et grand ensemble d'instruments originaux) [dans The Wayward II] | New York, 22 avril 1944                 |
| 1943       | San Francisco : mise en musique des appels de deux vendeurs de journaux par une nuit de brume dans les années vingt, pour voix, alto adapté, chromelodeon et kithara (rev. en 1955 pour voix, violoncelle, kithara II, chromelodeon) [The Wayward III] | 22 avril 1944                           |
| 1943       | The Letter: Message d'un ami clochard durant la grande dépression, pour voix, guitare adaptée et kithara (final rev. en 1972, pour voix et grand ensemble d'instruments originaux) [The Wayward IV] |                                         |
| 1944       | 2 extraits de Finnegans Wake (J. Joyce) [I. Isobel; II. Annah the Allmaziful], pour soprano, double flageolet, 2 fl, kithara. | Madison, 7 mars 1945                    |
| 1944       | Y[ankee] D[oodle] Fantasy (Partch), pour soprano, flûtes, hautbois métallique, flexatone et chromelodeon. | New York, 22 avril 1944                 |
| 1945       | I'm very happy to be able to tell you about this … (W. Ward, BBC transcr.), pour soprano, baryton, kithara, tambour indien (perdu). | Madison, 3 mai 1945                     |
| 1945       | Polyphonic Recidivism on a Japanese Theme (La grue), equal temperament, SATB. | -                                       |
| 1949-50    | [11] Intrusions [inclus: Étude en mode pentatonique d'Olympie, Étude en mode enharmonique d'Archytas, The Waterfall/La chute d'eau (Young), The Street/La rue (W. Motley: Knock On Any Door), Lover/L'amant (G. Leite), Soldiers–War–Another War/Soldats-Guerre-Une autre guerre (G. Ungaretti, trans. W.F. Weaver), Vanity/Vanité (Ungaretti, trans. Weaver), Cloud Chamber Music/Musique pour chambre de nuages (instrument original), pour voix et instruments originaux |                                         |
| 1949-50    | Sonata Dementia (Texte de Partch), pour voix et ensemble instrumental (revu sous le titre Ring Around the Moon) |                                         |
| 1950       | The Wooden Bird (musique de scène pour W. Leach), pour voix et ensemble instrumental (en collaboration avec B. Johnston). | Charlottesville, VA, 10 janvier 1951    |
| 1952       | Musique de danses pour plectre et percussions : Castor and Pollux, danse pour les rythmes jumeaux des Gémeaux, pour ensemble de cordes pincées et percussions originales(rev. 1968) |                                         |
| 1952-53    | Ring Around the Moon, a Dance Fantasm for Here and Now (Textes de Partch), pour baryton et ensemble. |                                         |
| 1949-52    | Even Wild Horses, musique de danse pour un drame absent (d'après Une saison en Enfer de Rimbaud - chanté en français), pour baryton et ensemble instrumental | Berkeley, CA, 19 novembre 1953          |
| 1951       | Œdipe roi (une scène, traduite par W.B. Yeats, d'après Sophocle), pour 10 voix solistes, chœur et grand ensemble d'instruments originaux. (composition commencée en 1933) (rev. comme Œdipe (Partch et J. Churchill, d'après Sophocle), 1952–4; Oakland, 2 juin 1954; rev. finale, 1967; New York, 24 avril 1997) | Oakland, CA, 14 mars 1952               |
| 1954-55    | 2 extraits de Lewis Carroll [I. O Frabjous Day!, chant satirique de la tortue, pour voix et instruments originaux; II. Ulysses at the Edge, pour voix, trompette, contrebasse, tambours et percussions originales] (rev. finale en 1961-62, pour voix, saxophone alto, saxophone baryton et instruments originaux) (ajouté au cycle «The Wayward»). | Mill Valley, CA, 13 février 1951 (nº 1) |
| 1955-56    | The Bewitched (danse satirique sur un argument de Partch), pour soprano, chœur, danseurs et grand ensemble d'instruments originaux et traditionnels. | Urbana, IL, 26 mars 1957                |
| 1958       | Musique de film Windsong/Chanson du vent (mise en scène : M. Tourtelot), grand ensemble d'instruments originaux. (rev. en 1967 comme Daphné dans les dunes (danse). | -                                       |
| 1959-60    | Revelation in the Courthouse Park, d'après Les Bacchantes d'Euripide, pour 16 voix solistes, 4 récitants, chœurs, danseurs et grand ensemble d'instruments originaux et fanfares. | Urbana, 11 avril 1961                   |
| 1961       | Bless This Home (texte: Vincenzo Prockelo), pour récitant, hautbois et instruments originaux. | -                                       |
| 1961       | Rotate the Body in all its Planes (ballade pour gymnastes, basée sur des extraits de Revelation in the Courthouse Park, pour soprano, chœurs, et grand ensemble d'instruments originaux et traditionnels. | Urbana, 8 avril 1962                    |
| 1961       | Water! Water! ("intermède satirique" en 2 actes, texte de Partch), pour solistes, chœurs, et grand ensemble d'instruments originaux et traditionnels. | Urbana, 9 mars 1962                     |
| 1961       | Join the Calvary, pour voix et instruments originaux. | -                                       |
| 1963-64    | Étude pour harmonic canon I and kithara I. | -                                       |
| 1963-66    | And on the Seventh Day Petals Fell in Petaluma, grand ensemble d'instruments originaux et traditionnels. (rev. 1966) | Los Angeles, 8 mai 1966                 |
| 1965-66    | Delusion of the Fury : a Ritual of Dream and Delusion (en deux actes, texte de Partch sur des sujets japonais et africains), pour acteurs, chœurs, danseurs et grand ensemble d'instruments originaux et petits instruments à main. | Los Angeles, 9 janvier 1969             |
| 1972       | Musique pour le film The Dreamer that Remains : a Study in Loving (mise en scène : S. Pouliot), pour narrateur en intonation juste, chœurs et quinze instruments originaux. | La Jolla, CA, 25 mars 1973              |

### Discographie

#### Albums
- The World of Harry Partch (Columbia Masterworks MS7207, 1969, édition épuisée) "Daphne of the Dunes", "Barstow" et "Castor & Pollux", dirigé par Danlee Mitchell sous la supervision du compositeur.
- Enclosure II: Harry Partch (Early Speech-Music works) (Innova 401)[12]
- Enclosure V: Harry Partch (On a Greek Theme) (Innova 405)[13]
- Enclosure VI: Harry Partch (Delusion of the Fury) (Innova 406)[14]
- The Seventeen Lyrics of Li Po (Tzadik, 1995). ASIN B000003YSU.
- Kronos Quartet with David Barron - Harry Partch: U.S. Highball (2003)

#### Vidéos
- Enclosure I: Harry Partch (Innova 400, VHS) Four films by Madeline Tourtelot[15]
- Enclosure IV: Harry Partch (Innova 404, VHS) Delusion, Music of HP[16]
- Enclosure VII: Harry Partch (Innova 407, DVD) Delusion, Dreamer, Bonus Album, Revelation[17]
- Enclosure VIII: Harry Partch (Innova 399, DVD) Quatre films de Madeline Tourtelot : Music Studio, Windsong, U.S. Highball et Rotate the Body in All Its Planes, avec The Music of Harry Partch documentaire de KEBS-TV, Barstow et Castor and Pollux[18].
- 1995 - Musical Outsiders: An American Legacy - Harry Partch, Lou Harrison, and Terry Riley. Dirigé par Michael Blackwood.